# ویگن کاراپتیان
ویگن کاراپتیان (گاراپیدی) (ارمنی: Վիգեն Կարապետյան؛ زادهٔ ۱۹۶۵ – درگذشتهٔ ۲۶ مارس ۱۹۸۷) سرباز وظیفه ایرانی ارمنی‌تبار بود که در جنگ ایران و عراق کشته شد.

## زندگی‌نامه
ویگن کاراپتیان (گاراپیدی)، در ۳ فروردین ۱۳۴۴ در روستای خاکباد از توابع الیگودرز متولد شد. وی چهارمین فرزند از یک خانواده هفت نفری بود.
تحصیلات دبیرستان را ناتمام گذاشت و برای اعزام به خدمت، خود را به اداره نظام وظیفه معرفی کرد. پس از طی دوره آموزشی در پادگان لویزان به لشکر ۲۱ حمزه در دهلران و سپس موسیان منتقل شد. در همین زمان، وی پدرش را از دست داد. بعد از دو ماه در جبهه، ویگن کاراپتیان به هنگام دیده‌بانی در منطقه شرهانی در ۶ فروردین ۱۳۶۶ بر اثر اصابت ترکش خمپاره و جراحت شدید، کشته می‌شود.

## خاکسپاری

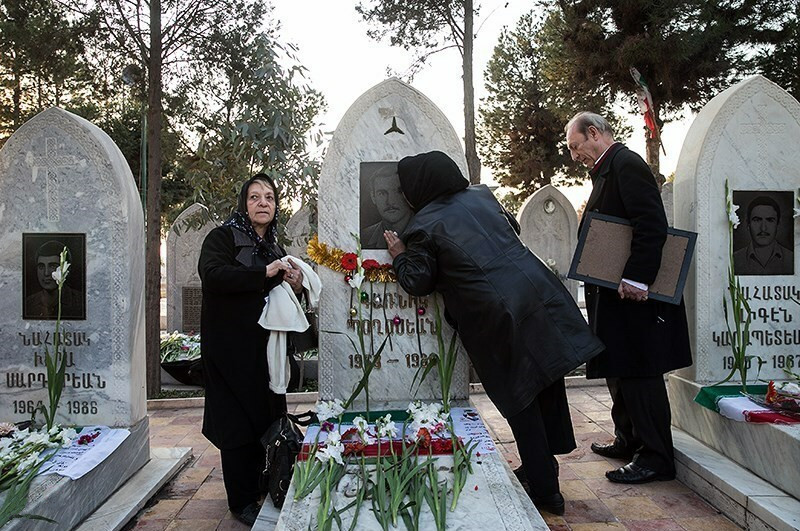
مدفن ویگن کاراپتیان

به مناسبت تشییع و تدفین پیکر ویگن کاراپتیان، شورای خلیفه گری ارامنه تهران اطلاعیه‌ای در روزنامه ارمنی زبان آلیک به چاپ رساند. او در قطعهٔ شهدای ارمنی گریگوری آرامستان بوراستان به خاک سپرده شد.

## مستند
الهام چرخنده، بازیگر سینما مستند ۱۰ قسمتی با محوریت شهدای اقلیت تحت عنوان «از زمین تا بهشت» را کارگردانی نموده‌است از جمله مستند ۲۹ دقیقه‌ای دربارهٔ ویگن کاراپتیان. تهیه‌کنندگی این مستند بر عهده مهدی مطهر بوده‌است.